# Рабочий посёлок Гидроторф
Рабочий посёлок Гидроторф — административно-территориальное образование и одноимённое муниципальное образование (городское поселение) в Балахнинском районе Нижегородской области России.
Административный центр — рабочий посёлок Гидроторф.

## История
Гидроторфский поссовет создан согнласно Постановлению ВЦИК от 01.02.1932 «О частичном изменении в административном делении Нижегородского края».
С 16.05.1941 г. подчинен Балахнинскому горсовету. Центром поссовета является р.п. Гидроторф, созданный из поселков № 1 и № 2 Гидроторф. (Справочник административно-территориального
деления Горьковской области. 1929—1979 гг., с. 21, 22)
Статус и границы городского поселения установлены Законом Нижегородской области от 15 июня 2004 года № 60-З «О наделении муниципальных образований — городов, рабочих поселков и сельсоветов Нижегородской области статусом городского, сельского поселения».
В соответствии с законом Нижегородской области от 06.05.2005 № 41-З «О наименованиях органов местного самоуправления муниципальных образований в Нижегородской области» Гидроторфская поселковая администрация переименована в Администрацию муниципального образования «рабочий поселок Гидроторф» Балахнинского муниципального района Нижегородской области (основание: распоряжение по администрации от 15.06.2006 г. № 68/1).
В 2009 году включён в городское поселение рабочий посёлок Гидроторф упразднённый Замятинский сельсовет.
В мае 2020 года Рабочий посёлок Гидроторф и Балахнинский муниципальный район были упразднены: все поселения объединены в Балахнинский муниципальный округ.

## Население
| 2002  | 2008  | 2009  | 2010  | 2011  | 2012  | 2013  |
| ----- | ----- | ----- | ----- | ----- | ----- | ----- |
| 7685  | ↘7454 | ↘7424 | ↗7570 | ↗8035 | ↘8000 | ↗8004 |
| 2014  | 2015  | 2016  | 2017  | 2018  | 2019  | 2020  |
| ↗8019 | ↗8043 | ↘7993 | ↘7901 | ↘7832 | ↘7797 | ↘7786 |

## Состав
| №  | Населённый пункт | Тип населённого пункта | Население |
| -- | ---------------- | ---------------------- | --------- |
| 1  | Алферово         | деревня                | ↗5        |
| 2  | Бабье            | деревня                | ↗18       |
| 3  | Ватагино         | деревня                | ↘10       |
| 4  | Гидроторф        | рабочий посёлок        | ↘6626     |
| 5  | Гриденино        | деревня                | ↗36       |
| 6  | Замятино         | деревня                | ↘162      |
| 7  | Каданово         | деревня                | ↘38       |
| 8  | Рылово           | деревня                | ↘186      |
| 9  | Тычинино         | деревня                | →3        |
| 10 | Чуркино          | деревня                | ↘3        |
| 11 | Шалимово         | деревня                | ↗14       |
| 12 | Яснево           | деревня                | ↗3        |

## Инфраструктура
В 1932 г. при поссовете действовали финансовая, культурно-бытовая, производственная, кооперативная секции, секция РКИ, комиссия госкредита, комсод.
К 1961 году: Чернораменская средняя школа № 10 им. 15-летия ВЛКСМ, Чернораменская средняя школа рабочей молодежи, интернат при средней школе № 10
На 1993 г. на функционировали аптека, Чернораменская больница, тубдиспансер; детские дошкольные и школьные учреждения: школа № 10, филиал школы № 10, детские комбинаты № 13, 32, 41, 28, филиал библиотеки № 15, 16, центр детского творчества, дом культуры им. Димитрова.